# Mitsubishi Sigma

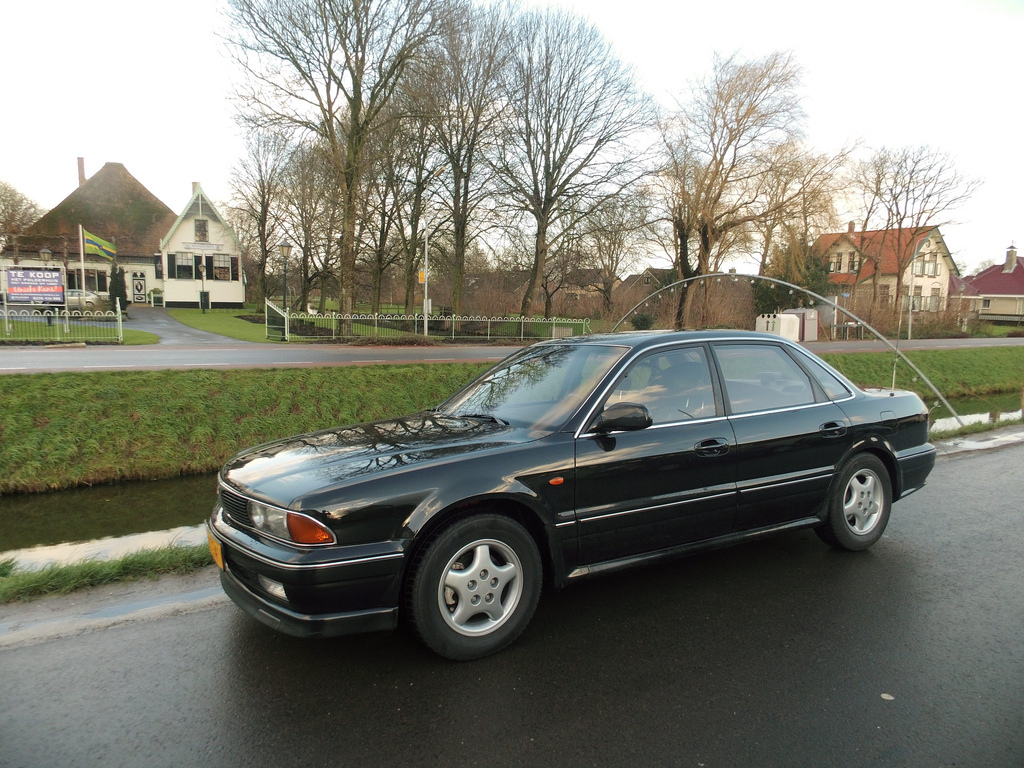
Mitsubishi Sigma (limousine)

De Sigma was een automodel van het Japanse Mitsubishi Motors in de hogere middenklasse (E-segment). Op de Parijse autosalon van 1990 maakte het Europese publiek voor het eerst kennis met de Sigma. Het model geldt als de meest geavanceerde en meest luxueuze limousine die Mitsubishi ooit in West-Europa gevoerd heeft.

## Sigma limousine

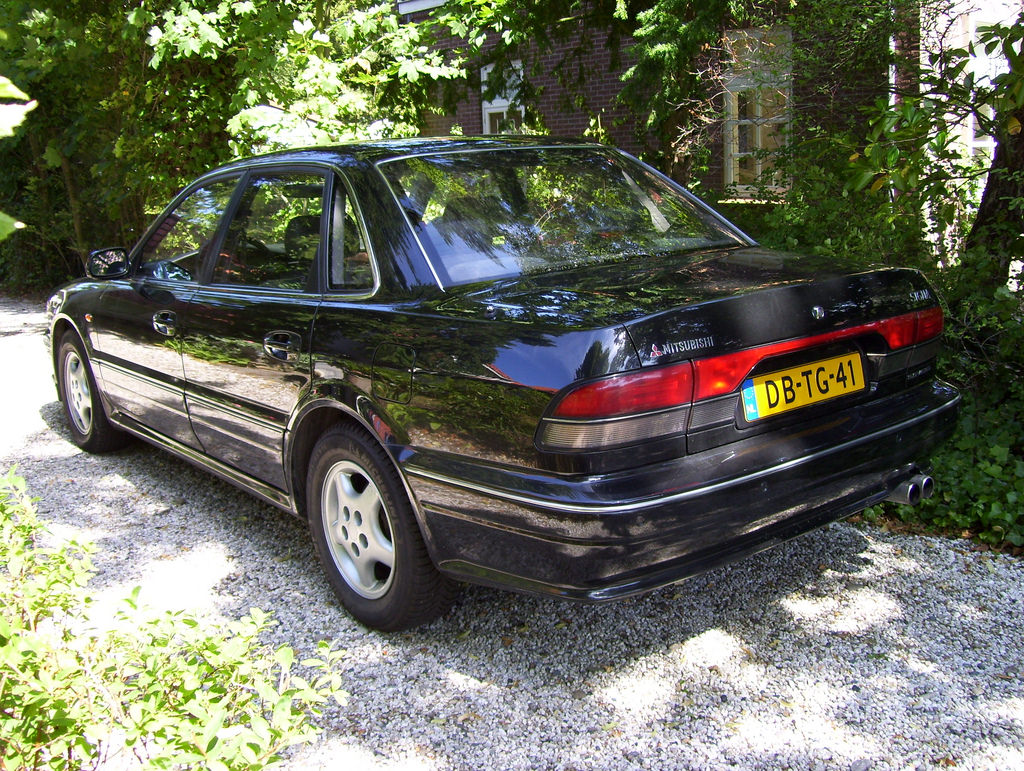
Mitsubishi Sigma 3.0 DOHC, achterzijde

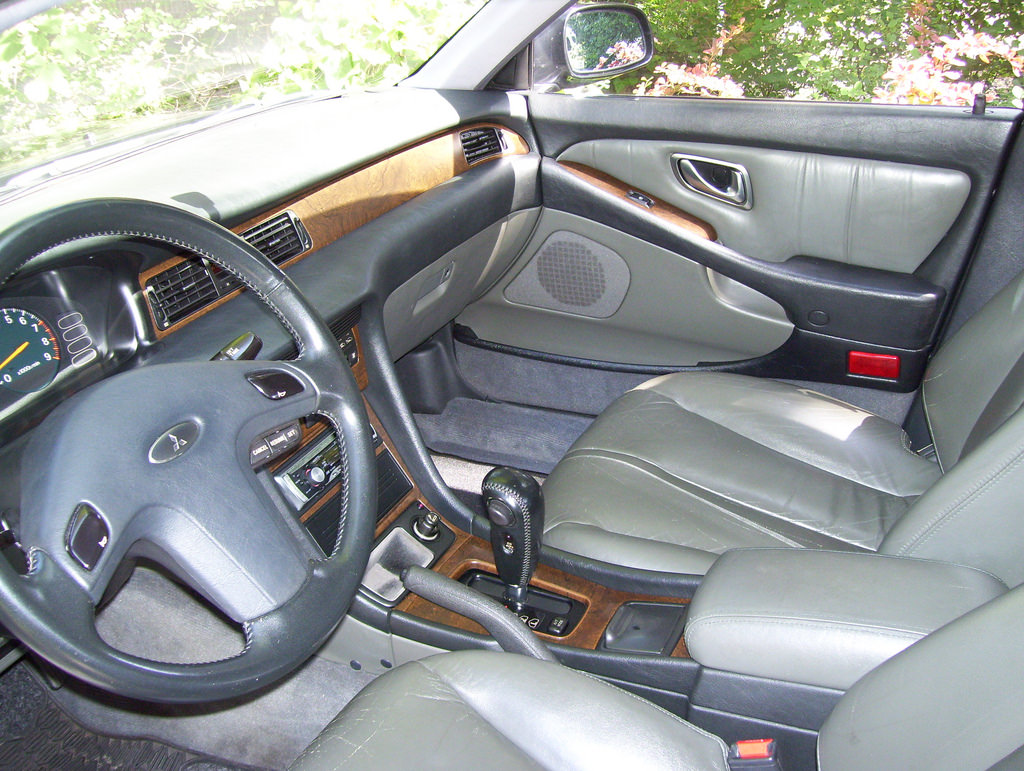
Mitsubishi Sigma 3.0 DOHC, interieur

De in Okazaki, Japan gebouwde Sigma limousine kwam in 1991 op de markt. Mitsubishi had besloten de concurrentie tegemoet te treden met een zeer hoogtechnologische auto. Daartoe werd de auto onder meer uitgevoerd met TCL. Het TCL-systeem bestaat uit slip-control en trace-control. Slip-control gaat het spinnen van de aangedreven voorwielen tegen, terwijl trace-control ervoor zorg draagt dat de Sigma in bochten zijn lijn houdt, ongeacht de gesteldheid van het wegdek of hoeveel gas er gegeven wordt. Optioneel waren vierwielbesturing (4WS) en instelbare, actieve vering (ECS). De in Nederland gevoerde Sigma kwam aanvankelijk uitsluitend met een 151 kW (205 PK) leverende 3.0 V6 24 kleppen DOHC motor. De motor werd ook toegepast in de Mitsubishi 3000GT, zij dat in Nederland dit sportmodel altijd met twee turbo's kwam. Mitsubishi's variabel-inlaattrajectregeleenheid MVIC zorgt bij de Sigma voor een optimaal koppelverloop over een breed toerengebied. Bij de versie met automaatbak regelt ELC-M het samenspel tussen bak en motor met als doel de schakelovergangen zo onopvallend mogelijk te laten verlopen. Voor de Sigma werd een nieuwe multi-link achterwielophanging ontworpen.
Bij zijn introductie op de Nederlandse markt kwam de Sigma beschikbaar in drie uitvoeringen:
- Basis-Sigma met onder meer automatische klimaatbeheersing, lederen bekleding, elektrisch verstelbare voorstoelen met geheugen, cruise control, vijf lichtmetalen velgen, ABS en handbak. 85.900 gulden.
- Idem, maar met automaatbak. Geen meerprijs.
- De variant met 4WS en actieve vering. Alleen in combinatie met automaat. Overige specificaties identiek. 94.900 gulden.[4]

Concurrenten waren onder andere de Mercedes 200-300 (w124), BMW 5-serie (E34), Saab 9000 en Honda Legend.
De Sigma was nauw verwant aan de Mitsubishi Diamante. De Diamante werd gevoerd in Japan en Noord-Amerika. De koets van Diamante onderscheidde zich van die van de Sigma in dat het een zogenaamde hardtop in plaats van sedan betrof. Het dak was korter en de portierraamstijlen en de derde zijruitjes ontbraken. De Sigma bood meer ruimte aan de passagiers op de achterbank. De Diamante werd in 1989 op de Japanse markt geïntroduceerd. In Japan werd de Diamante verkozen tot 'Japanese Car of the Year 1990-1991'. Andere titelkandidaten waren onder andere de Honda NSX, Mazda 121, Nissan Primera, Toyota Estima (Previa) en Mitsubishi's GTO (3000GT).
Zoals toentertijd gebruikelijk was kwam er tegen het einde een Sigma EXE, een actiemodel. Deze was voorzien van de 3.0 V6 SOHC 12 kleps motor van de Sigma Wagon, had stoffen bekleding, ronde mistlampen voor en een ander stuur.

## Sigma Station Wagon
De Sigma Station Wagon werd in 1993 geïntroduceerd. Het model bood royaal plaats aan vijf inzittenden plus bagage. Net als bij de sedan was de achterbankleuning in delen neerklapbaar. In tegenstelling tot de limousine werd de Station Wagon door Mitsubishi Australië geproduceerd. De Station Wagon was qua technische specificaties iets eenvoudiger uitgevoerd. De motor was een 12 klepper SOHC in plaats van 24 klepper DOHC. In deze uitvoering leverde de 3 liter 170 PK. TCL ontbrak, evenals de multi-link achterwielophanging. Deze laatste zou een groot beslag op de ruimte -en dus praktische bruikbaarheid van de bagageruimte- gelegd hebben.
De Sigma Station Wagon was nauw verwant aan de Australische Mitsubishi Verada, welke op zijn beurt een luxueuzere versie was van de Mitsubishi Magna.
1996 was het laatste jaar voor zowel de Sigma limousine als Station Wagon op de West-Europese markten. Er kwam geen opvolger.

## De merknaam 'Sigma' (Σ)
Mitsubishi bouwt auto's voor markten over de gehele wereld. In de jaren 70 en 80 zijn er uiteenlopende modellen geleverd die ook de merknaam Sigma in hun typeaanduiding dragen, maar niet overeenkomen met de Sigma die van 1991 tot 1996 in Europa geleverd is. Voorbeelden van deze Sigma's zijn de Galant Σ tussen 1976 en 1987 (hier Galant), Galant Σ van 1988 tot 1990 (VS, hier Sapporo) en de Chrysler/Mitsubishi Sigma in Australië.

## Noot
1. ↑  Bron: Autoweek. Gearchiveerd op 21 augustus 2016.
2. ↑  Specificaties ontleend aan Hart Nibbrig & Greeve persbericht van 10 januari 1991 - 'Nieuwe Sigma met hoogwaardige techniek' en 1991 Mitsubishi Sigma brochure. Gearchiveerd op 20 februari 2025.
3. ↑  Mitsubishi Sigma in AM Techniek nr.5 1991 - 'High-tech van bumper tot bumper'. Gearchiveerd op 20 februari 2025.
4. ↑  Uitrustingsspecificatie en prijsinformatie ontleend aan Hart Nibbrig & Greeve persbericht van 10 januari 1991 - 'Nieuwe Sigma met hoogwaardige techniek'. Gearchiveerd op 20 februari 2025.
5. ↑  Mitsubishi Diamante brochure (US, 1995). Gearchiveerd op 20 februari 2025.
6. ↑  Persbericht Hart Nibbrig & Greeve 10 januari 1991 - 'Sigma gekozen tot auto van het jaar'. Gearchiveerd op 20 februari 2025.
7. ↑  Bron: Autoweek. Gearchiveerd op 21 augustus 2016.
8. ↑  Autokampioen nr.15 1993 - 'Sjieke Sjouwer'. Gearchiveerd op 20 februari 2025.
9. ↑  Mitsubishi Magna Wagon brochure (Aus). Gearchiveerd op 20 februari 2025.
10. ↑  Mitsubishi Magna brochure (Aus). Gearchiveerd op 20 februari 2025.